# Raná (district de Chrudim)
Pour les articles homonymes, voir Rana.
Raná (en allemand : Ranna) est une commune du district de Chrudim, dans la région de Pardubice, en République tchèque. Sa population s'élevait à 346 habitants en 2022.

## Géographie
Raná se trouve à 6 km au nord-est du centre de Hlinsko, à 21 km au sud-est de Chrudim, à 30 km au sud-sud-est de Pardubice et à 114 km à l'est-sud-est de Prague.
La commune est limitée par Mrákotín et Skuteč au nord, par Pokřikov à l'est, par Vojtěchov au sud-est, par Hlinsko au sud et Holetín à l'ouest.

## Histoire
La première mention écrite de la localité date de 1349.

## Administration
La commune se compose de trois sections :
- Raná
- Medkovy Kopce
- Oldřetice

## Galerie

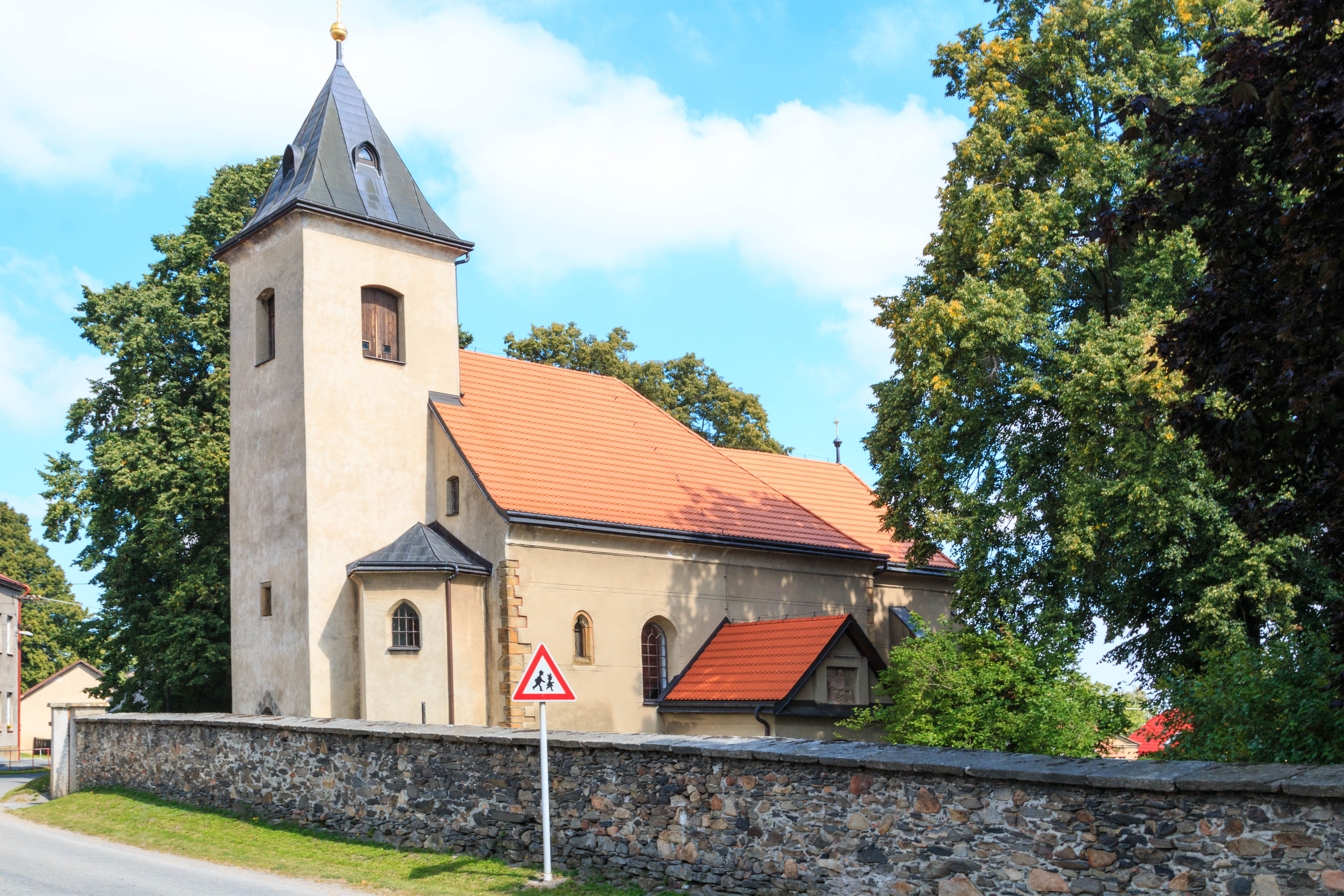
Église Saint-Jacques le Majeur.
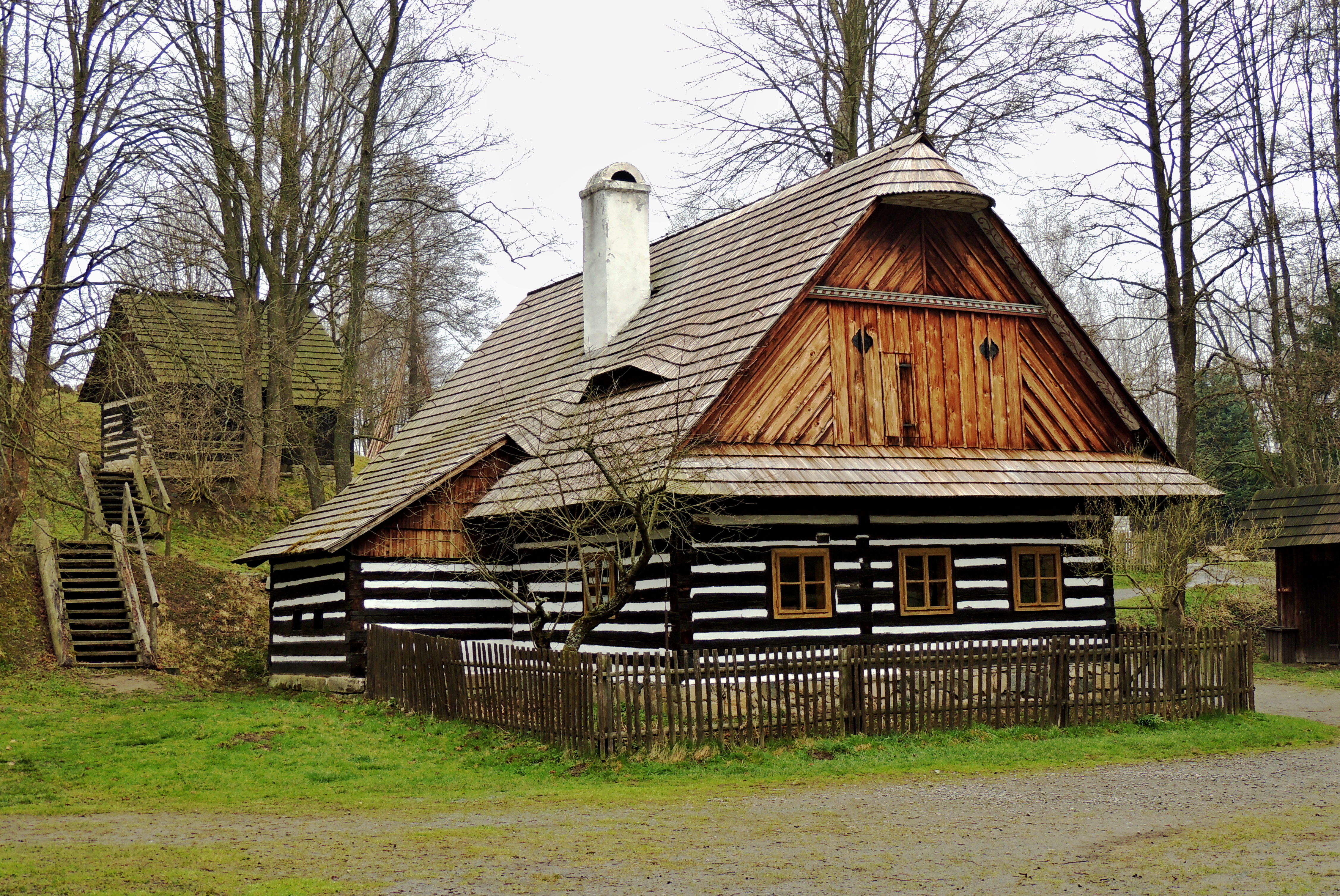
Architecture rurale traditionnelle.

## Transports
Par la route, Raná se trouve à 7 km de Hlinsko, à 28 km de Chrudim, à 38 km de Pardubice et à 151 km de Prague. 